# Chaetomitrium brassii
Chaetomitrium brassii är en bladmossart som beskrevs av Edwin Bunting Bartram 1957. Chaetomitrium brassii ingår i släktet Chaetomitrium och familjen Hookeriaceae. Inga underarter finns listade i Catalogue of Life.